# Кампокјаро
Кампокјаро (итал. Campochiaro) је насеље у Италији у округу Кампобасо, региону Молизе.
Према процени из 2011. у насељу је живело 625 становника. Насеље се налази на надморској висини од 669 м.

## Становништво
| 1936. | 1951. | 1961. | 1971. | 1981. | 1991. | 2001. | 2011. |
| ----- | ----- | ----- | ----- | ----- | ----- | ----- | ----- |
| 1.536 | 1.428 | 1.020 | 754   | 657   | 682   | 634   | 637   |